# 白眼球蛛
白眼球蛛（学名：Theridion albioculum）为球蛛科球蛛属的动物。在中国大陆，分布于湖北、山西、陕西、甘肃等地。该物种的模式产地在湖北神农架、山西阳城、陕西周至、甘肃文县。